# Parodiella maculata
Parodiella maculata är en svampart som beskrevs av Massee 1898. Parodiella maculata ingår i släktet Parodiella och familjen Parodiellaceae.   Inga underarter finns listade i Catalogue of Life.